# Ruta hippie

Itineraris de la Ruta dels Hippies

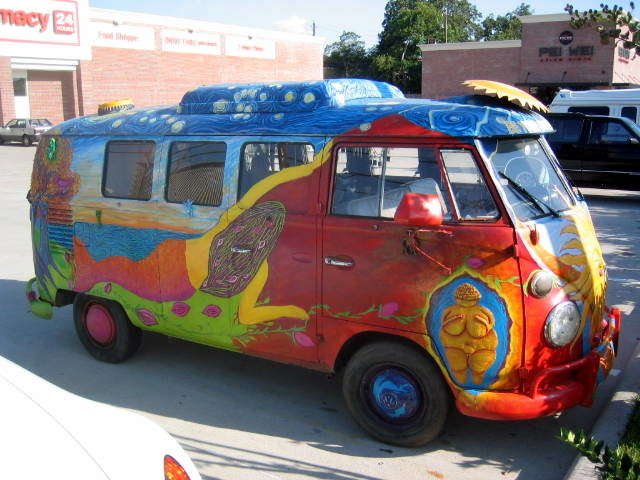
Un autobús VW Kombi de 1967 decorat amb pintura a mà d'estil hippie

La ruta hippie és una expressió utilitzada per descriure el trajecte recorregout pels hippies des de mitjan dècada del 1950 a finals de la dècada del 1970.
La ruta estava formada per itineraris entre Europa a Àsia o a la inversa. En concret, es viatjava des d'Europa i Àsia occidental a través del sud d'Àsia via països com ara l'Afganistan, Pakistan, Índia, Nepal, Sri Lanka, Bangla Desh fins a Tailàndia.
La ruta hippie era una forma de turisme alternatiu, i un dels elements clau era viatjar el més econòmic possible, principalment per allargar el temps fora de casa. El terme "hippie" es va fer corrent a mitjans i finals dels anys seixanta; "beatnik" va ser el terme anterior de finals de la dècada de 1950.
A totes les parades principals del camí hippie, hi havia hotels, restaurants i cafeteries per als occidentals, que es connectaven entre ells mentre viatjaven cap a l'est i l'oest. Els hippies tendien a interactuar més amb la població local que no pas els turistes tradicionals.
La ruta dels hippies va acabar en gran part a finals de la dècada de 1970, principalment a causa tant de la revolució islàmica de l'Iran, que va resultar en un govern antioccidental, així com de la invasió soviètica de l'Afganistan, que va tancar la ruta als viatgers occidentals.